# Apache POI
POI ist eine freie Java-Programmbibliothek zum Lesen und Schreiben von Dateien im Dateiformat von Microsoft Office wie z. B. Word und Excel. Die Software startete als Teil des Jakarta-Projekts und ist nun ein Apache-Top-Level-Projekt.

## Namensherkunft
Der Name war ursprünglich ein Akronym für „Poor Obfuscation Implementation“.

## Softwarekomponenten
Das Apache-POI-Projekt enthält die folgenden Teilkomponenten:
- POIFS (Poor Obfuscation Implementation File System): Diese Komponente liest und schreibt Dateien in Microsofts OLE-2-Compound-Document-Format. Beim OLE-2-Compound-Document-Format handelt es sich um ein Dateisystem, in dem die Daten eines Microsoft-Office-Dokuments in Form von Dateien abgelegt werden. Das Wort Obfuscation spielt darauf an, dass dieses Dateisystem etwas verschleiert ist.
- HSSF (Horrible Spreadsheet Format) und XSSF: Diese Komponente liest und schreibt Dateien im EXCEL-Format (Excel-97, Excel-XP, Excel-2003, Excel-2007, Excel-2008).
- HPSF (Horrible Property Set Format): Diese Komponente liest und schreibt Informationen über die Dokumenteigenschaften einer Datei im Microsoft-Office-Format (»Datei → Eigenschaften«).
- HWPF (Horrible Word Processor Format) und XWPF: Diese Komponente liest und schreibt Dateien im Word-Format (Word-97, Word-XP, Word-2003, Word-2007). Die Komponente befindet sich im Scratchpad (siehe unten).
- HSLF (Horrible Slide Format) und XSLF: Diese Komponente liest und schreibt Dateien im Powerpoint-Format (PowerPoint-97, Powerpoint-XP, Powerpoint-2003). Sie befindet sich im Scratchpad (siehe unten).
- HDGF (Horrible DiaGram Format): Diese Komponente liest Dateien im Visio-Format (Visio-97, Visio-XP, Visio-2003, Visio-2007). Ein Beschreiben der Dateien ist nicht möglich. Die Komponente befindet sich im Scratchpad (siehe unten).
- HPBF (Horrible PuBlisher Format): Diese Komponente liest Dateien im Publisher-Format. Die Komponente befindet sich im Scratchpad (siehe unten).
- HSMF (Horrible Stupid Mail Format): Liest Dateien im Outlook-Format.

Es gibt externe Module für Big-Data-Plattformen (z. B. Apache Hive/Apache Flink/Apache Spark), welche gewisse Funktionen von Apache POI, wie die Verarbeitung von Exceldateien, zur Verfügung stellen.

## Versionshistorie
| Legende: | Ältere Version; nicht mehr unterstützt | Ältere Version; noch unterstützt | Aktuelle Version | Aktuelle Vorabversion | Zukünftige Version |

| Versionsnummer | Freigabedatum      |
| -------------- | ------------------ |
| 5.2.0          | 14. Januar 2022    |
| 5.1.0          | 01. November 2021  |
| 5.0.0          | 20. Januar 2021    |
| 4.1.2          | 17. Februar 2020   |
| 4.1.1          | 20. Oktober 2019   |
| 4.1.0          | 9. April 2019      |
| 4.0.1          | 3. Dezember 2018   |
| 4.0.0          | 7. September 2018  |
| 3.17           | 15. September 2017 |
| 3.16           | 19. April 2017     |
| 3.15           | 21. September 2016 |
| 3.14           | 7. März 2016       |
| 3.13           | 29. September 2015 |
| 3.12           | 11. Mai 2015       |
| 3.11           | 21. Dezember 2014  |
| 3.10.1         | 18. August 2014    |
| 3.10           | 8. Februar 2014    |
| 3.9            | 3. Dezember 2012   |
| 3.8            | 26. März 2012      |
| 3.7            | 29. Oktober 2010   |
| 3.6            | 14. Dezember 2009  |
| 3.5            | 28. September 2009 |
| 3.2            | 19. Oktober 2008   |
| 3.1            | 29. Juni 2008      |
| 3.0.2          | 4. Februar 2008    |
| 3.0.1          | 5. Juli 2007       |
| 3.0            | 18. Mai 2007       |
| 2.5.1          | 29. Februar 2004   |
| 2.5            | 29. Februar 2004   |
| 2.0            | 26. Januar 2004    |
| 1.5.1          | 16. Juni 2002      |
| 1.5            | 6. Mai 2002        |
| 1.2.0          | 19. Januar 2002    |
| 1.1.0          | 4. Januar 2002     |
| 1.0.2          | 11. Januar 2002    |
| 1.0.1          | 4. Januar 2002     |
| 1.0.0          | 30. Dezember 2001  |

Die POI-Entwicklerversion befindet sich als Java-Quellcode in einem Subversion-Repository.

### Scratchpad
Noch nicht alle POI-Komponenten sind in einem Zustand, den die POI-Entwickler für ausgereift halten. Diese Komponenten können in der weiteren Entwicklung größere Änderungen erfahren. Um dies den Anwendern gegenüber deutlich zu machen, befinden sie sich im sogenannten Scratchpad, einem Bereich, der als Spielwiese und für Unausgereiftes vorgesehen ist.